# Флейшман, Бенцион Шимонович
Бенцион Шимонович (Семёнович) Флейшман (род. 21 ноября 1923, Москва) — учёный в области математической статистики, комбинаторного анализа и их приложений, доктор физико-математических наук, профессор, создатель конструктивной теории информации и теории потенциальной эффективности.

## Образование и работа
В 1947 году окончил механико-математический факультет МГУ по кафедре теории вероятностей, которую возглавлял А. Н. Колмогоров. После окончания университета был направлен на работу в криптографическую службу МГБ СССР. После демобилизации в 1954 году работал в институтах Академии Наук СССР: в Институте радиотехники и электроники (1955—1968) и в Институте океанологии (1968—1996).
Теория потенциальной эффективности — это синтез теории надежности, теории информации и теории игр, наследница междисциплинарной кибернетики — с той же областью определения (биологические и инженерные системы), но построенная на единой концептуальной и математической основе. Основное понятие — эффективность, обобщая понятия надежности, помехоустойчивости и управляемости, определяется как вероятность достижения цели при ограниченных ресурсах (времени, энергии и т. д.). Фундаментальное понятие — целенаправленный выбор. Основные требование к моделям — конструктивность (явно указанный способ построения) и вероятностная осуществимость инженерных систем. Впервые сформулирована Б. С. Флейшманом в книге «Элементы теории потенциальной эффективности сложных систем» (1971). Соотношения теории потенциальной эффективности были использованы им для оценки потенциальной эффективности сложных инженерных и экологических систем.
Автор более 100 научных работ и пяти монографий.
С 1966 по 1996 был руководителем секции кибернетики и экологических проблем Научно-технического общества радиотехники, электроники и связи им. А. С. Попова. Член Международного общества анализа риска (SRA).
После переезда в США в 1996 г. занимается приложениями теории потенциальной эффективности.